# École des beaux-arts de Weimar

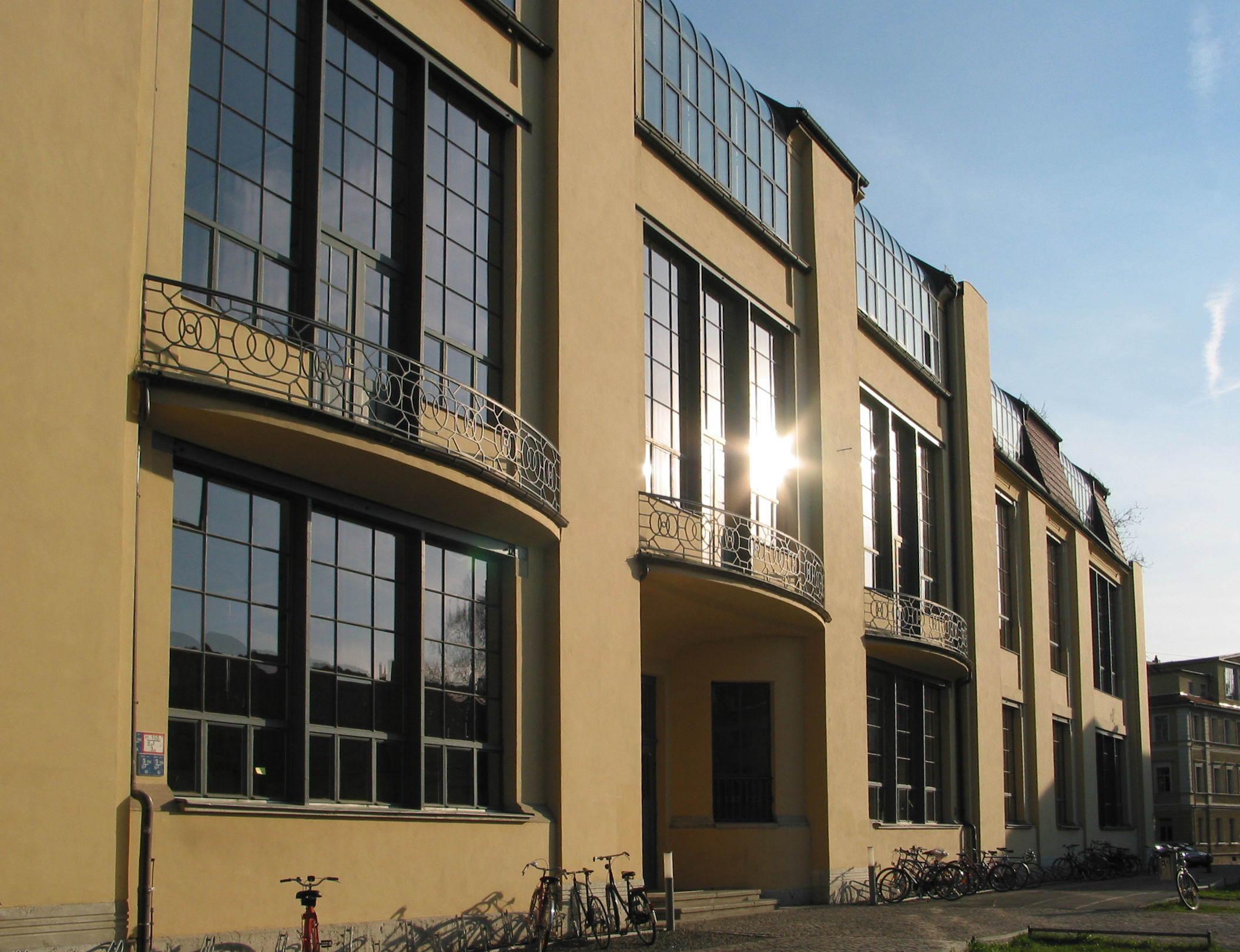
Bâtiment de l'école des beaux-arts de Weimar construits en 1904-1911 d'après les projets de Henry Van de Velde (actuel bâtiment principal de la Faculté d'architecture de l'Université Bauhaus de Weimar).

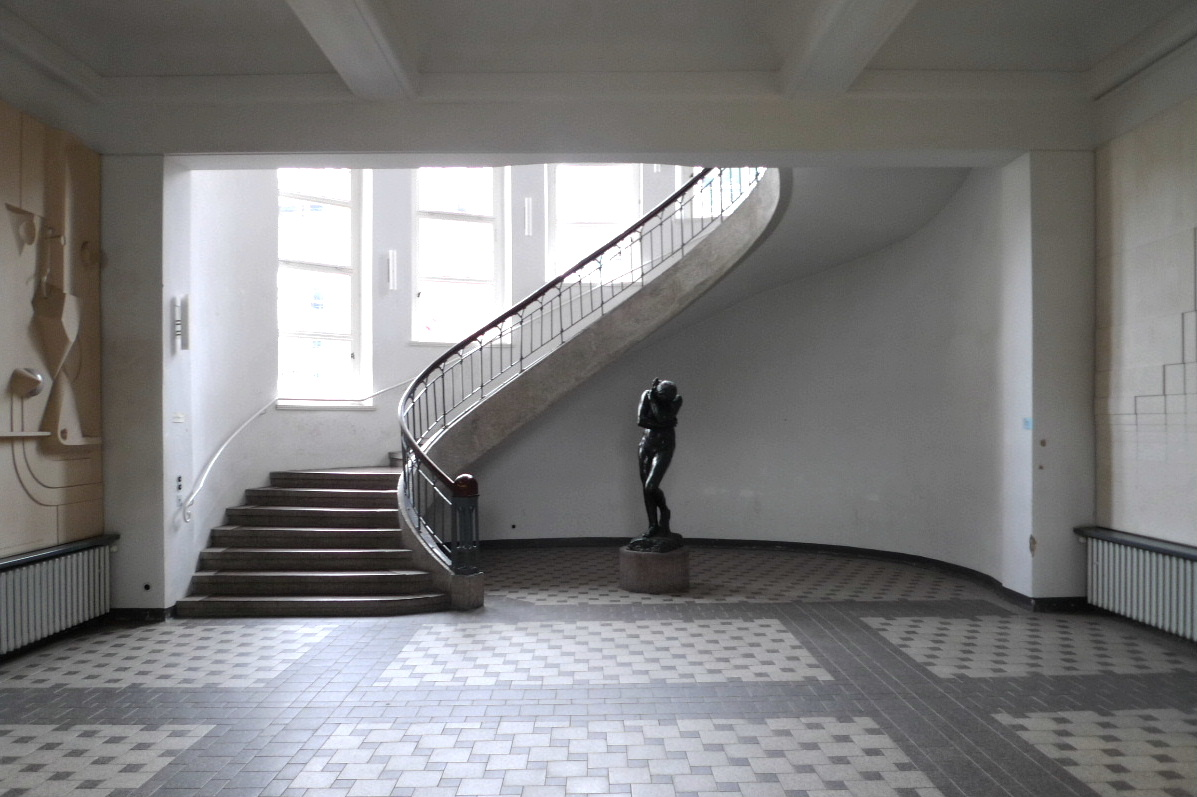
Vue sur le hall d'entrée avec l'escalier en ellipse et la statue d'Ève par Rodin.

L'école des beaux-arts de Weimar, de son nom complet École grand-ducale saxonne des arts de Weimar (Grossherzoglich-Sächsische Kunstschule Weimar), est une école d'art fondée par décret du 1er octobre 1860 par le grand-duc Charles-Alexandre de Saxe-Weimar-Eisenach et qui exista jusqu'en 1910, année où elle fut élevée au niveau de Haute école des Beaux-Arts (Großherzoglich Sächsische Hochschule für Bildende Kunst in Weimar).
Il ne faut pas la confondre avec l'École princière libre de Dessin (Fürstliche freie Zeichenschule) qui exista de 1776 à 1930 et qui depuis 1860 était devenue une école préparatoire à l'entrée à la Haute école des beaux-arts.

## L'école de peinture de Weimar
Les professeurs et les élèves de l'école des beaux-arts de Weimar se lancèrent vers les années 1870-1900 dans la création d'œuvres idéalisées, un peu parallèlement à ce qu'avaient fait avant eux les représentants de l'école de Barbizon, en se lançant dans l'étude réaliste de la nature et en créant des paysages et des scènes de genre.
L'histoire de l'art a donné à ce mouvement issu de l'école des beaux-arts le nom d'école de peinture de Weimar (Die Weimarer Malerschule).

## La continuité
Sous le règne du grand-duc Guillaume-Ernest de Saxe-Weimar-Eisenach l'école des beaux-arts de Weimar devint, sous l'action du peintre Hans Olde (1855-1917) et l'influence d'Adolf Brütt, directeur de l'école de sculpture fondée en 1905, et celle de Henry Van de Velde, le 3 juin 1910 Haute école des Beaux-Arts. Son premier directeur fut Fritz Mackensen.
À côté de cela Walter Gropius fonda l'école d'État du Bauhaus.

## Liste d'élèves et de dirigeants
Cette liste suit l'ordre des nominations, elle ne se veut pas exhaustive.
| Nom                                  | Vie       | Classe                                                  | Professeur de/à | Directeur de/à | Élève | Remarques |
| ------------------------------------ | --------- | ------------------------------------------------------- | --------------- | -------------- | ----- | --- |
| Stanislaus von Kalckreuth (de)       | 1820–1894 |                                                         |                 | 1860–1876      |       | |
| Alexander Michelis                   | 1823–1868 |                                                         | 1863–1868       |                |       | |
| Arnold Böcklin                       | 1827–1901 |                                                         | 1860–1862       |                |       | |
| Arthur von Ramberg                   | 1819–1875 |                                                         | 1860–1866       |                |       | |
| Carl Hummel                          | 1821–1907 | Peinture de paysage                                     | 1860–?          |                |       | |
| Franz von Lenbach                    | 1836–1904 |                                                         | 1860–?          |                |       | |
| Johann Wilhelm Cordes                | 1824–1869 |                                                         | 1860–1869       |                |       | |
| Reinhold Begas                       | 1831–1911 |                                                         | 1861–1863       |                |       | |
| Ferdinand Pauwels                    | 1830–1904 | Peinture d'histoire                                     | 1862–1872       |                |       | |
| Bernhard Plockhorst                  | 1825–1907 | Peinture d'histoire, de portrait, et auteur de gravures | 1866–1869       |                |       | |
| Paul Thumann                         | 1834–1908 | Peinture de genre                                       | 1866–?          |                |       | fut élève de F. Pauwels                                                                                                |
| Max Schmidt                          | 1818–1901 |                                                         | 1868–1872       |                |       | |
| Charles Verlat                       | 1824–1890 | Peinture animalière                                     | 1869–?          |                |       | |
| Karl Gussow                          | 1843–1907 |                                                         | 1870            |                |       | |
| Theodor Hagen                        | 1841–1919 | Peinture de paysages                                    | 1871            | 1877–1881      |       | se consacra en 1881 à l'enseignement                                                                                   |
| Albert Baur                          | 1835–1906 |                                                         | 1872-(1876?)    |                |       | |
| Ferdinand Schauss (de)               | 1832–1916 | Portraits et peinture de genre                          | 1873–1876       |                |       | |
| Franz Gustav Arndt                   | 1842–?    | Peinture de paysage                                     | 1876–?          |                |       | auparavant élève, depuis 1879 secrétaire de l'école d'art.                                                             |
| Willem Linnig (le jeune) ou (junior) | 1849–1890 | Peinture de genre et d'histoire                         | 1876–1882       |                |       | ancien élève |
| Alexandre Struys                     | 1852–1941 | Peinture de genre et de sujets sociaux                  | 1877–1882       |                |       | Professeur de peinture et de gravure remplaça Linnig, malade, comme directeur. Il était payé dix mille marks par mois. |
| Albert Brendel                       | 1827–1895 | Peinture animalière                                     | ?               | 1882–1885      |       | |
| Max Thedy                            | 1858–1924 |                                                         | 1883–1910       |                |       | plus tard professeur (1910–1920) et directeur (1914/15–1919) de la Haute école des beaux-arts.                         |
| Leopold von Kalckreuth               | 1855–1928 |                                                         | 1885–1890       |                |       | ancien élève, fils de Stanislas Kalckreuth                                                                             |
| Edgar Meyer                          | 1853–1925 |                                                         | 1886-?          |                |       | |
| Hans Olde                            | 1855–1917 |                                                         |                 | 1902?–?        |       | fit de l'école une Haute école des beaux-arts                                                                          |
| Ludwig von Hofmann                   | 1861–1945 |                                                         | 1903–1907       |                |       | figure de proue du mouvement Nouveau Weimar (de)                                                                       |
| Julius Gari Melchers                 | 1860–1932 |                                                         | 1909–1914       |                |       | américain (père allemand)                                                                                              |
| Carl Arp                             | 1867-1913 | Peinture de paysages                                    |                 |                |       | |
| Albin Egger-Lienz                    | 1868–1926 |                                                         | 1912–1913       |                |       | |
| Theodor Schindler (de)               | 1870–1950 |                                                         | 1913–1914       |                |       | Remplace Gari Melchers                                                                                                 |

## Source
- (de) Cet article est partiellement ou en totalité issu de l’article de Wikipédia en allemand intitulé « Großherzoglich-Sächsische Kunstschule Weimar » (voir la liste des auteurs).